# DIN 4844-2

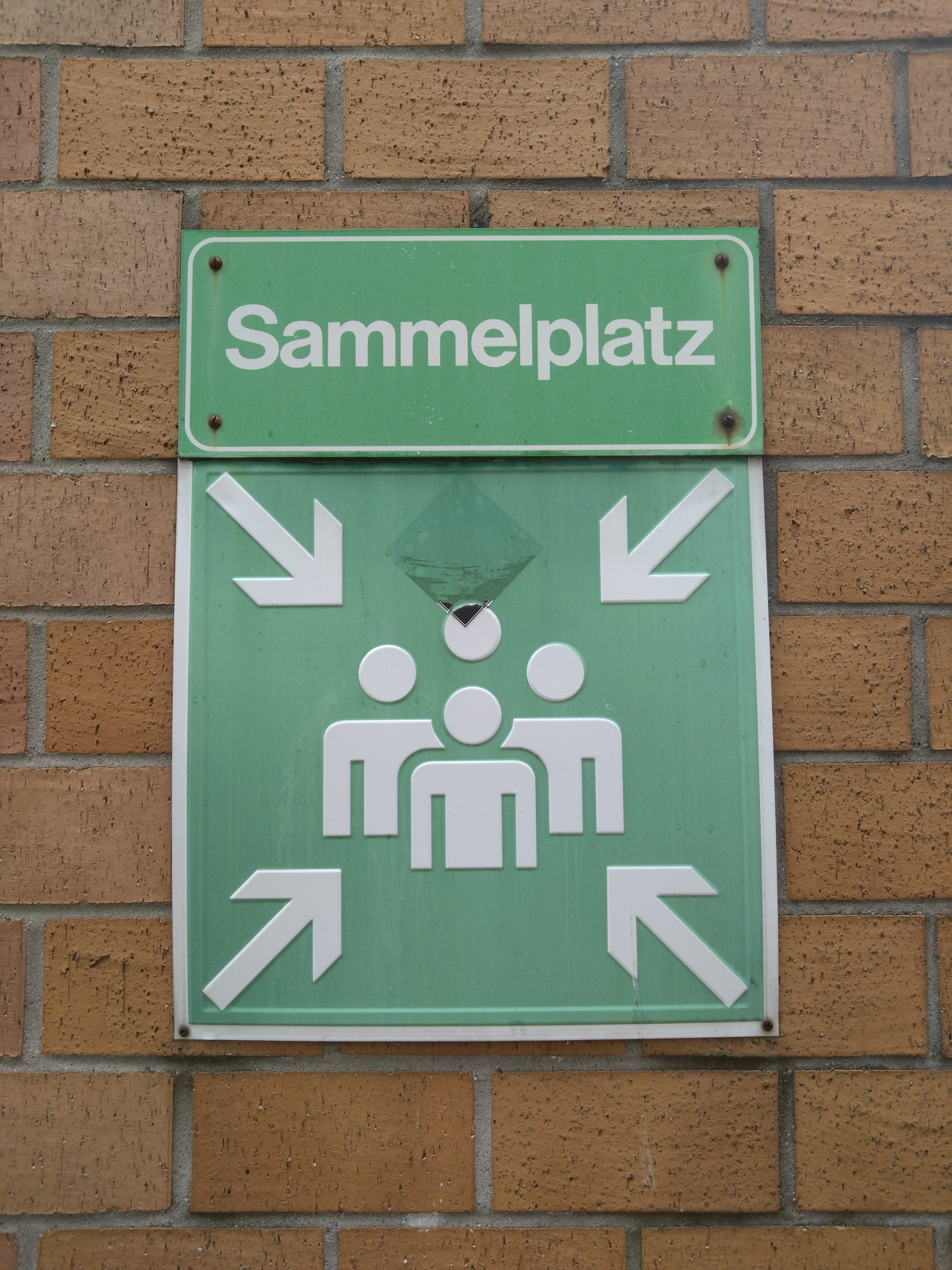
Sicherheitsschild entsprechend der DIN 4844-2

Die DIN 4844-2 legt die einheitlichen gültigen Sicherheitszeichen in Deutschland fest, seit 2012 in Verbindung mit der DIN EN ISO 7010. Sie gilt in Verbindung mit der DIN 4844-1, welche in Verbindung mit der DIN ISO 3864-Reihe Festlegungen zur Gestaltung von Sicherheitszeichen machen. Bis zur Neufassung November 2021 enthielt sie zudem Wasser-Sicherheitszeichen, welche aber nunmehr in der DIN EN ISO 7010 enthalten sind. Die Symbole sind außerdem teilweise in die ASR A1.3 übernommen worden.

## Historische Entwicklung
Erste Sicherheitszeichen wurden in Deutschland in der DIN 4819:1965-09 festgelegt, welche in Verbindung mit der DIN 4818 herausgegeben wurde. Brandschutzzeichen waren zu der Zeit noch nicht in der Norm für Sicherheitszeichen geregelt, sondern als Teil der DIN 4066 als Feuerwehrzeichen klassifiziert. Entsprechend Kapitel 1 der DIN 4819 waren die Gestaltungen an die der damaligen Verkehrszeichen angelehnt, was „die Sicherheitszeichen ohne sonderliche Schwierigkeiten einführen [sollte]“. Ab dem Jahr 1977 bekam die Norm ihre heutige Nummer zugewiesen, die Zeichen waren jedoch anders als heute im Teil 1 enthalten, dies änderte sich erst im Jahr 2001.

## Einteilung der Zeichen
Die in der gegenwärtigen Ausgabe enthaltenen Sicherheitszeichen gliedern sich nur noch in die Gruppen Warn-, Verbots- und Rettungszeichen. Historische Zeichen sind kursiv gekennzeichnet.

### Warnzeichen

D-W000: Warnung vor einer Gefahrenstelle
D-W001: Warnung vor feuergefährlichen Stoffen
D-W002: Warnung vor explosionsgefährlichen Stoffen
D-W003: Warnung vor giftigen Stoffen
D-W004: Warnung vor ätzenden Stoffen
D-W005: Warnung vor radioaktiven Stoffen oder ionisierenden Strahlen
D-W006: Warnung vor schwebender Last
D-W007: Warnung vor Flurförderzeugen
D-W008: Warnung vor gefährlicher elektrischer Spannung
D-W009: Warnung vor optischer Strahlung
D-W010: Warnung vor Laserstrahl
D-W011: Warnung vor brandfördernden Stoffen
D-W012: Warnung vor nicht ionisierender, elektromagnetischer Strahlung
D-W013: Warnung vor magnetischem Feld
D-W014: Warnung vor Stolpergefahr
D-W015: Warnung vor Absturzgefahr
D-W016: Warnung vor Biogefährdung
D-W017: Warnung vor Kälte
D-W018: Warnung vor gesundheitsschädlichen oder reizenden Stoffen
D-W019: Warnung vor Gasflaschen
D-W020: Warnung vor Gefahren durch Batterien
D-W021: Warnung vor explosionsfähiger Atmosphäre
D-W021: Warnung vor explosionsfähiger Atmosphäre
D-W022: Warnung vor Fräswelle
D-W023: Warnung vor Quetschgefahr
D-W024: Warnung vor Kippgefahr beim Walzen
D-W024: Warnung vor Kippgefahr beim Walzen
D-W025: Warnung vor automatischem Anlauf
D-W026: Warnung vor heißer Oberfläche
D-W027: Warnung vor Handverletzungen
D-W028: Warnung vor Rutschgefahr
D-W029: Warnung vor Gefahren durch eine Förderanlage im Gleis
D-W029: Warnung vor Gefahren durch eine Förderanlage im Gleis
D-W030: Warnung vor Einzugsgefahr

### Verbotszeichen

D-P000: Allgemeines Verbotszeichen
D-P001: Rauchen verboten
D-P002: Feuer, offenes Licht und Rauchen verboten
D-P003: Für Fußgänger verboten
D-P004: Mit Wasser löschen verboten
D-P005: Kein Trinkwasser
D-P006: Zutritt für Unbefugte verboten
D-P007: Für Flurförderzeuge verboten
D-P008: Berühren verboten
D-P009: Nicht berühren, Gehäuse unter Spannung
D-P010: Schalten verboten
D-P011: Verbot für Personen mit Herzschrittmacher
D-P012: Abstellen oder Lagern verboten
D-P013: Personenbeförderung (Seilfahrt) verboten
D-P014: Mitführen von Tieren verboten
D-P015: Betreten der Fläche verboten
D-P016: Verbot für Personen mit Implantaten aus Metall
D-P016: Mit Wasser spritzen verboten
D-P017: Mit Wasser spritzen verboten
D-P018: Mobilfunk verboten
D-P019: Essen und Trinken verboten
D-P020: Mitführen von Metallteilen oder Uhren verboten
D-P021: Mitführen von magnetischen oder elektronischen Datenträgern verboten
D-P022: Besteigen für Unbefugte verboten
D-P023: Hinter den Schwenkarm treten verboten
D-P025: Verbot, dieses Gerät in der Badewanne, Dusche oder über mit Wasser gefülltem Waschbecken zu betreiben
D-P026: Hineinfassen verboten
D-P027: Bedienung mit Krawatte verboten
D-P029: Bedienen mit langen Haaren verboten
D-P030: Nicht abdecken
D-P031: Nicht in Wohngebieten verwenden
D-P033: Keine Nadeln einstechen
D-P034: Nicht falten oder zusammenschieben
WSP001: Laufen verboten

### Gebotszeichen

D-M000: Allgemeines Gebotszeichen
D-M001: Augenschutz benutzen
D-M002: Kopfschutz benutzen
D-M003: Gehörschutz benutzen
D-M004: Atemschutz benutzen
D-M005: Fußschutz benutzen
D-M006: Handschutz benutzen
D-M007: Schutzkleidung benutzen
D-M008: Gesichtsschutz benutzen
D-M009: Auffanggurt anlegen
D-M010: Für Fußgänger
D-M011: Sicherheitsgurt benutzen
D-M012: Übergang benutzen
D-M013: Vor Öffnen Netzstecker ziehen
D-M014: Vor Arbeiten freischalten
D-M015: Rettungsweste tragen
D-M016: Schneidwerk ölen
D-M017: Hupen
D-M018: Gebrauchsanweisung beachten
D-M019: Sperren
D-M028: Sperren
D-M029: Hupen
WSM001: Rettungsweste benutzen
WSM002: Kinder in Wassereinrichtungen beaufsichtigen

### Rettungszeichen

D-E001: Richtungsangabe für Erste-Hilfe-Einrichtungen, Rettungswege, Notausgänge⁠ (1)
D-E002: Richtungsangabe für Erste-Hilfe-Einrichtungen, Rettungswege, Notausgänge (1)
D-E003: Erste Hilfe
D-E004: Krankentrage
D-E005: Notdusche
D-E006: Augenspüleinrichtung
D-E007: Notruftelefon
D-E008: Arzt
D-E009: Rettungsweg / Notausgang (2)
D-E010: Rettungsweg / Notausgang (2)
D-E011: Sammelstelle
D-E017: Automatisierter Externer Defibrillator
D-E019: Notausstieg
WSE001: Öffentliche Rettungsausrüstung

Bemerkungen

### Brandschutzzeichen

D-F001: Richtungsangabe
D-F002: Richtungsangabe
D-F003: Wandhydrant Löschschlauch
D-F004: Leiter
D-F005: Feuerlöscher
D-F006: Brandmeldetelefon
D-F007: Mittel und Geräte zur Brandbekämpfung
D-F008: Brandmelder (manuell)